# Octavio Galindo
Octavio Galindo fue un actor mexicano de cine y televisión. Junto a sus primos y vecinos organizó funciones de teatro y magia, improvisando escenarios. Participó en todas las festividades escolares y fiestas familiares, teniendo un gran gusto por la poesía. 
Estudió en la escuela de teatro de la Universidad de Sonora. Al terminar sus estudios de la preparatoria viajó a la Ciudad de México  para inscribirse en la Facultad de Derecho de la Universidad Nacional Autónoma de México y en el grupo de teatro experimental. 
Se inició en el teatro mexicano en el año 1967 en la obra de teatro clásico Macbeth al lado de los grandes actores Ofelia Guilmain y José Gálvez, ambos lo invitaron, luego de verlo trabajar en una obra teatral. Fue alumno del Instituto Nacional de Bellas Artes. A pesar de su juventud se consolidó como un reconocido actor de teatro. A finales de la década de 1960 debutó en el cine. Se destacó por su trabajo en cientos de obras teatrales. En 1968 logra una destacada participación en la obra Los albañiles donde alternó con el primer actor Ignacio López Tarso.
Se inició en la televisión en el año 1971 con telenovelas como: Lucía Sombra (1971) y El amor tiene cara de mujer. También compartió créditos con el cantante y actor César Costa durante varios años en el exitoso programa familiar Papá soltero, inolvidable por su interpretación del pervertido "tío" Juan, amigo de César. Aun cuando no resaltó de manera total en el cine, pues su pasión fue el teatro, obtuvo reconocimientos como la "Diosa de Plata" por su actuación en la cinta Presagio, de 
Luis Alcoriza. Procreó a su única hija Jimena, con la actriz y cantante Margie Bermejo, más adelante estuvo unido sentimentalmente a la actriz Leticia Perdigón.

## Filmografía

### Películas
- Marea suave  (1997)
- Me tengo que casar/Papá soltero (1995) …. Juan
- El rey (1975) .... Pancracio Herrera
- Apolinar (1972)
- Todo en el juego (1972)
- El ausente (1971)
- Ya sé quién eres (te he estado observando) (1971)
- Ya somos hombres (1970)
- Siempre hay una primera vez (1969) .... (segmento "Rosa") Javier

### Telenovelas
- El noveno mandamiento (2001) .... Vicente
- Nunca te olvidaré (1999) .... Dr. Carlos Bárcenas
- Morir dos veces (1996) .... Rubiano
- Caminos cruzados (1994) .... Pedro
- Carrusel de las Américas (1992)
- Alcanzar una estrella II (1991) .... Octavio
- Alcanzar una estrella (1990) .... Octavio
- La casa al final de la calle (1989) .... Gustavo
- Aprendiendo a vivir (1984) .... Raúl
- Acompáñame (1977) .... Alberto
- Mi primer amor (1973) .... Elio
- El edificio de enfrente (1972)
- Mis tres amores (1971)
- El amor tiene cara de mujer (1971)
- Lucía Sombra (1971) .... Octavio Ravel

### Serie de Televisión
- Mujer, casos de la vida real Capítulos: “Agonía” (2002), “El engaño” (1997) “No me toques” (1995)
- Papá soltero (1987) .... Juan
- Cosas de casados (1986) .... Gilo tío de Gary
- Erase que se era con Cachirulo (1979) Capítulo “Aladino y la lámpara maravillosa” .... Aladino

## Muerte
De acuerdo con la Asociación Nacional de Actores (ANDA), el actor Octavio Galindo, falleció el 28 de marzo de 2005, víctima de complicaciones renales a la 1:35 a. m. en el Hospital Cima, en Hermosillo, Sonora, México a los 62 años de edad.
La oficina de Previsión Social de la ANDA indicó que el actor, estuvo internado en el Hospital Santelena de la capital mexicana, en donde permaneció por lo menos 15 días. Posteriormente, cuando se requirió trasladarlo a Hermosillo, su ciudad natal, a fin de tratar su padecimiento con médicos especialistas.
Sus cenizas descansan en la iglesia de la Santísima Trinidad en Hermosillo, Sonora. 